# Hanna Ihedioha
Hanna Ihedioha (* 9. Juli 1997 in Dingolfing) ist eine deutsche Snowboarderin. Sie startet in der Disziplin Snowboardcross.

## Werdegang
Ihedioha, die für den SC Dingolfing startet, nahm im Dezember 2012 in Cortina d’Ampezzo erstmals am Europacup teil und belegte dabei die Plätze 34 und 23. Bei den Juniorenweltmeisterschaften 2014 in Chiesa in Valmalenco errang sie den 20. Platz. In der Saison 2015/16 holte sie in Grasgehren ihren ersten Sieg im Europacup und erreichte zum Saisonende den sechsten Platz in der Snowboardcross-Gesamtwertung. Ihr Debüt im Weltcup hatte sie im Januar 2016 am Feldberg, das sie auf dem 22. Platz beendete. Bei den Juniorenweltmeisterschaften 2016 in Rogla fuhr sie auf den 14. Platz. Im folgenden Jahr belegte sie bei den Juniorenweltmeisterschaften in Klinovec den fünften Platz im Einzel und den vierten Rang im Teamwettbewerb und bei den Snowboard-Weltmeisterschaften in der Sierra Nevada den 25. Platz. In der Saison 2017/18 holte sie ihren zweiten Sieg im Europacup. Zudem wurde sie dort Dritte und in Veysonnaz Zweite und errang damit den zehnten Platz in der Snowboardcross-Gesamtwertung. Im März 2018 erreichte sie in Veysonnaz mit dem fünften Platz ihre erste Top-Zehn-Platzierung im Weltcup. Im folgenden Jahr gewann sie bei den Snowboard-Weltmeisterschaften in Park City zusammen mit Paul Berg die Bronzemedaille im Teamwettbewerb. Im Einzelwettbewerb kam sie auf den 12. Platz.

## Weltcup-Gesamtplatzierungen
| Saison  | Platz | Punkte |
| ------- | ----- | ------ |
| 2015/16 | 28.   | 290    |
| 2016/17 | 37.   | 150    |
| 2017/18 | 30.   | 680    |
| 2018/19 | 32.   | 140    |
| 2019/20 | 25.   | 300    |